# George Turner (clérigo)
George Turner, DD (Compton, Surrey, 3 de abril de 1734 - Oxford, 30 de outubro de 1797) foi um clérigo inglês, arquidiácono de Oxford de 30 de junho de 1783 até à sua morte.
Turner foi educado no Merton College, Oxford, onde matriculou-se em 1753, e formou-se em BA em 1756. Ele foi o vigário de Culham e prebendário de Winchester.